# Manp’o
Manp’on-shi (만포시; 滿浦市) ist eine Stadt in der Provinz Chagang-do in Nordkorea. Sie besitzt 116.760 Einwohner (Stand 2008), davon lebten 57.071 in urbanen Regionen. Sie befindet sich an der Grenze zur Volksrepublik China gegenüber der Stadt Ji’an.

## Klima
Das Klimaklassifizierungssystem von Köppen-Geiger klassifiziert das Klima als feuchtes Kontinentalklima (Dfa).  Die jährliche Durchschnittstemperatur beträgt 7,1 Grad.

## Geschichte
Manp’o wurde 1961 als Stadt gegründet.

## Wirtschaft
Holzverarbeitung und -transport sind gut entwickelt. In der Stadt befindet sich eine Chemiefabrik.

## Infrastruktur
Manp’o ist mit anderen Städten in Nordkorea durch Straßen und durch Linien der koreanischen Staatsbahn verbunden. Mit Ji’an ist es durch die Ji’an-Yalu-Eisenbahnbrücke und durch eine 2019 eröffnete Straßenbrücke verbunden.